# Nebris occidentalis
Nebris occidentalis és una espècie de peix de la família dels esciènids i de l'ordre dels perciformes.

## Morfologia
- Els mascles poden assolir 60 cm de longitud total.[4][5]

## Hàbitat
És un peix de clima tropical i bentopelàgic.

## Distribució geogràfica
Es troba a l'oceà Pacífic oriental: des de Guatemala fins al Perú.

## Ús comercial
Se'n troba, de manera ocasional, als mercats.

## Observacions
És inofensiu per als humans.